# Iwan Dimitrow (piłkarz)
Iwan Miłanow Dimitrow (bułg. Иван Миланов Димитров, ur. 14 maja 1935 w Sofii, zm. 1 stycznia 2019 tamże) – bułgarski piłkarz grający na pozycji środkowego obrońcy. W swojej karierze rozegrał 72 mecze w reprezentacji Bułgarii i strzelił w nich 1 gola.

## Kariera klubowa
Swoją karierę piłkarską Dimitrow rozpoczął w Lokomotiwie Sofia, w którym zadebiutował w pierwszej lidze bułgarskiej. W sezonie 1963/1964 wywalczył z nim mistrzostwo Bułgarii. W 1965 roku odszedł do Spartaka Sofia. W 1968 roku zdobył z nim Puchar Bułgarii. W Spartaku grał do 1969 roku. W latach 1969–1971 Dimitrow był zawodnikiem Akademika Sofia.

## Kariera reprezentacyjna
W reprezentacji Bułgarii Dimitrow zadebiutował 21 lipca 1957 roku w przegranym 0:4 towarzyskim meczu ze Związkiem Radzieckim. W 1960 roku zagrał na igrzyskach olimpijskich w Rzymie. W 1962 roku został powołany do kadry na mistrzostwa świata w Chile. Na tym turnieju zagrał w trzech meczach: z Argentyną (0:1), z Węgrami (1:6) i z Anglią (0:0).
W 1970 roku Dimitrow zagrał we dwóch meczach na mistrzostwach świata w Meksyku: z Peru (2:3) i z Marokiem (1:1).
Od 1957 do 1970 roku Dimitrow rozegrał w kadrze narodowej 72 mecze i zdobył 1 bramkę.